# Sofiya Lyskún
Sofiya Valérivna Lyskún (en ucraniano: Софія Валеріївна Лискун; Lugansk, 7 de febrero de 2002) es una deportista ucraniana que compite en saltos de plataforma.
Ganó una medalla de plata en el Campeonato Mundial de Natación de 2022 y once medallas en el Campeonato Europeo de Natación entre los años 2017 y 2025.
Participó en dos Juegos Olímpicos de Verano, en los años 2020 y 2024, ocupando el séptimo lugar en París 2024, en la prueba sincronizada.

## Palmarés internacional
| Campeonato Mundial | Campeonato Mundial    | Campeonato Mundial | Campeonato Mundial           |
| Año                | Lugar                 | Medalla            | Prueba                       |
| ------------------ | --------------------- | ------------------ | ---------------------------- |
| 2022               | Budapest (Hungría)    | Medalla de plata   | Plataforma 10 m sincro mixto |
| Campeonato Europeo |                       |                    |                              |
| Año                | Lugar                 | Medalla            | Prueba                       |
| 2017               | Kiev (Ucrania)        | Medalla de bronce  | Plataforma 10 m sincro       |
| 2018               | Glasgow (Reino Unido) | Medalla de oro     | Equipo mixto                 |
| 2019               | Kiev (Ucrania)        | Medalla de oro     | Plataforma 10 m              |
| 2021               | Budapest (Hungría)    | Medalla de bronce  | Plataforma 10 m sincro       |
| 2022               | Roma (Italia)         | Medalla de plata   | Plataforma 10 m              |
| 2022               | Roma (Italia)         | Medalla de plata   | Plataforma 10 m sincro       |
| 2022               | Roma (Italia)         | Medalla de plata   | Plataforma 10 m sincro mixto |
| 2024               | Belgrado (Serbia)     | Medalla de oro     | Plataforma 10 m sincro       |
| 2024               | Belgrado (Serbia)     | Medalla de plata   | Plataforma 10 m              |
| 2025               | Antalya (Turquía)     | Medalla de oro     | Equipo mixto                 |
| 2025               | Antalya (Turquía)     | Medalla de plata   | Plataforma 10 m sincro       |